# گارناکار
گارناکار (به ارمنی: Գարնախար) یک منطقهٔ مسکونی در جمهوری آرتساخ است که در استان مارتاکرت واقع شده‌است. گارناکار ۱۲۴ نفر جمعیت دارد و ۹۶۴ متر بالاتر از سطح دریا واقع شده‌است.